# Contraamiral Nicolae Negru
Contraamiral Nicolae Negru, poprzednio MPK-124 i V-32 – rumuńska korweta z okresu zimnej wojny, jeden z trzech pozyskanych przez Rumunię radzieckich okrętów projektu 204E. Okręt został zwodowany 12 września 1968 roku w stoczni numer 532 w Kerczu, a do służby w Marynarce Wojennej ZSRR przyjęto go 30 grudnia 1968 roku. W kwietniu 1969 roku jednostka weszła w skład Marynarki Wojennej Rumunii. Okręt, oznaczony numerami V-32 i 32, w sierpniu 1991 roku otrzymał imię „Contraamiral Nicolae Negru”. Jednostka została wycofana ze służby w 1997 roku.

## Projekt i budowa
Korwety zwalczania okrętów podwodnych projektu 204 były pierwszymi w ZSRR dużymi okrętami napędzanymi turbinami gazowymi i jednocześnie najszybszymi jednostkami tego typu, jakie kiedykolwiek skonstruowano w tym kraju . W latach 1958–1969 zbudowano łącznie 66 okrętów . Trzy okręty projektu 204E (ros. проекта 204Э) dla Rumunii stanowiły uproszczony wariant eksportowy, różniący się m.in. zastosowaniem starszych wyrzutni rakietowych bomb głębinowych RBU-2500 w miejsce RBU-6000.
MPK-124 (ros. МПК – Малый противолодочный корабль) zbudowany został w stoczni numer 532 w Kerczu (nr budowy 823)  . Stępkę okrętu położono 25 kwietnia 1968 roku, został zwodowany 12 września 1968 roku, a do służby w Marynarce Wojennej ZSRR wszedł 30 grudnia 1968 roku  .

## Dane taktyczno-techniczne
Okręt był korwetą zwalczania okrętów podwodnych (klasyfikowaną w ZSRR jako mały okręt przeciwpodwodny) . Długość całkowita wynosiła 58,64 metra, szerokość 8,13 metra i zanurzenie 3,06 metra  . Wyporność standardowa wynosiła 436 ton, a pełna 546 ton  . Okręt napędzany był przez siłownię typu CODAG, składającą się z dwóch turbin gazowych D-2B o łącznej mocy 30 000 KM oraz dwóch silników wysokoprężnych M-503V o łącznej mocy 6600 KM, poruszającą poprzez wały napędowe dwiema śrubami o stałym skoku, umieszczonymi w dyszach  . Maksymalna prędkość okrętu wynosiła 32 węzły  . Zasięg wynosił 2500 Mm przy prędkości 13,5 węzła  . Energię elektryczną zapewniały dwa generatory wysokoprężne o mocy 272 KM każdy . Autonomiczność wynosiła 7 dób .
Uzbrojenie artyleryjskie jednostki stanowiły dwa działa kalibru 57 mm L/50 w dwudziałowej wieży AK-725, z zapasem amunicji wynoszącym 1100 naboi  . Kąt podniesienia lufy wynosił 85°, donośność 6000 metrów, teoretyczna szybkostrzelność 120 strz./min, a masa naboju 2,8 kg. Broń ZOP stanowiły dwie pojedyncze wyrzutnie torped kalibru 533 mm (typu 53, bez torped zapasowych) oraz dwa miotacze rakietowych bomb głębinowych RBU-2500, z zapasem 128 bomb RGB-25 (masa głowicy bojowej 21 kg, zasięg 2500 metrów) . Wyposażenie radioelektroniczne obejmowało radar artyleryjski MR-103 Bars, system kierowania uzbrojeniem przeciwpodwodnym Smiercz-204, sonar Herkules-2M, radary MR-302 Rubka, Bizan’-4A, Doniec-2, system „swój-obcy” Nichrom-M i radionamiernik ARP-50  .
Załoga okrętu składała się z 52 oficerów, podoficerów i marynarzy  .

## Służba
MPK-124 służył we Flocie Czarnomorskiej zaledwie kilka miesięcy, do 1 kwietnia 1969 roku . W tym samym miesiącu jednostka została zakupiona przez Rumunię i przyjęta w skład Marynarki Wojennej pod oznaczeniem V-32, dołączając do bliźniaczego V-31  . Później numer burtowy jednostki zmieniono na 32 . 15 sierpnia 1991 roku okręt otrzymał nazwę „Contraamiral Nicolae Negru” . Jednostka została wycofana ze służby w 1997 roku .